# Lakhajirajsinhji II Bavajirajsinhji
Lakhajirajsinhji II Bavajirajsinhji (Rajkot, 17 dicembre 1885 – Rajkot, 2 febbraio 1930) è stato un principe e crickettista indiano. Fu Thakore Saheb di Rajkot dal 1890 al 1930. Lakhajirajsinhji fu uno dei principi più progressisti dell'India della sua epoca e introdusse nel suo stato alcune istituzioni democratiche, promuovendo la curiosità intellettuale e il libero scambio delle idee. Le sue riforme fecero sì che Rajkot divenisse il centro del movimento indipendentista indiano.

## Biografia

### I primi anni
Lakhajirajsinhji nacque a Rajkot il 17 dicembre 1885. Suo padre, Bavajirajsinhji, era all'epoca sovrano di Rajkot.

### Educazione e carriera sportiva
Durante la sua giovinezza, Lakhajirajsinhji visse a Dharampur con suo zio materno, Baldevji, al quale rimase sempre molto affezionato, e fu in ottimi rapporti anche con la figlia di Baldevji, Lal, sposata a Hari Singh, principe ereditario di Jammu e Kashmir. 
La principessa Lal morì di parto nel 1915, e questo fatto secondo alcuni spinse il giovane Lakhajirajsinhji a partire volontario al seguito degli inglesi nella prima guerra mondiale. Come suo padre, Lakhajirajsinhji frequentò il Rajkumar College di Rajkot. Durante il periodo degli studi, ebbe modo di praticare e eccellere in diversi sport come tennis, polo, atletica e discipline equestri, ottenendo un premio dal governatore di Bombay Lord Northcote. Il suo sport preferito fu il cricket, e capitanò la squadra della sua scuola.
Lakhajirajsinhji, dopo aver lasciato il Rajkumar College nel 1905, entrò nell'Imperial Cadet Corps di Dehra Dun, predecessore dell'attuale Rashtriya Indian Military College e della National Defence Academy. Durante i due anni di formazione nel corpo dei cadetti, Lakhajirajsinhji si guadagnò il rispetto dei suoi superiori.
Si diplomò nel marzo del 1907. In questo periodo ebbe nuovamente l'occasione di giocare a cricket, divenendo un ottimo giocatore. Visitò l'Inghilterra varie
volte e durante uno dei viaggi nel 1908 ebbe modo di giocare a cricket per i Gentlemen of England contro la squadra dell'Oxford University Cricket Club. Nel tentativo di anglicizzare il suo nome, il Wisden Cricketers' Almanack riportò la sua presenza col nome di "principe Chakorsab".

### Il regno
Lakhajirajsinhji fu investito dei pieni poteri nell'ottobre del 1907, in una cerimonia a Rajkot alla presenza del residente britannico locale, Percy Fitzgerald, e nell'occasione si crearono degli attriti tra i due. Fitzgerald intendeva svolgere la cerimonia alle 8:30 per evitare il caldo, mentre Lakhajirajsinhji la voleva alle 9:00 perché i suoi astrologi gli avevano indicato quell'orario come ottimale. Fitzgerald ebbe la meglio, ma si racconta che la mattina della cerimonia Ranjitsinhji, che risiedeva nella medesima residenza di Fitzgerald e che con lui avrebbe dovuto fare il viaggio in carrozza, deliberatamente ritardò i suoi riti mattutini giungendo alla cerimonia mezz'ora dopo.
Come suo padre, Lakhajirajsinhji fu considerato un regnante progressista, incoraggiato dall'amministrazione dell'India britannica dell'epoca. Prese parte al Delhi Durbar del 1911 alla presenza di re Giorgio V del Regno Unito ed ottenne il grado di cavaliere commendatore dell'Ordine dell'Impero Indiano nel giugno del 1918. Incoraggiò i dibattiti pubblici a Rajkot, fondando un consiglio di stato e una banca di stato nel 1910, oltre a istituire nel 1923 la prima assemblea popolare indiana.
Morì nel palazzo di Ranjit Villas nel febbraio del 1930 e gli successe il figlio primogenito Dharmendrasinhji (1910–1940).